# نجاتی شاشماز
نجاتی شاشماز (ترکی استانبولی: Necati Şaşmaz؛ زادهٔ ۱۵ دسامبر ۱۹۷۱) بازیگر اهل ترکیه است.
وی از سال ۲۰۰۳ میلادی تاکنون مشغول فعالیت بوده است. از فیلم‌ها یا برنامه‌های تلویزیونی که وی در آن
ایفای نقش کرده است می‌توان به آشیانه گرگ‌ها در نقش «پولاد علمدار» اشاره کرد.

## فیلم‌شناسی
| تلویزیون  | تلویزیون                         | تلویزیون     | تلویزیون                          |
| سال       | عنوان                            | نقش          | یادداشت                           |
| --------- | -------------------------------- | ------------ | --------------------------------- |
| ۲۰۰۳–۲۰۰۵ | آشیانه گرگ‌ها                     | پولاد علمدار | نقش اصلی                          |
| ۲۰۰۵      | قایق نان                         | خودش         |                                   |
| ۲۰۰۷      | آشیانه گرگ‌ها: وحشت               | پولاد علمدار | نقش اصلی                          |
| ۲۰۰۷–۲۰۱۶ | آشیانه گرگ‌ها: کمین               | پولاد علمدار | نقش اصلی، تهیه‌کننده               |
| ۲۰۱۰–۲۰۱۱ | خلیل ابراهیم سفراسی              | خودش         |                                   |
| ۲۰۱۲      | قانون گرگ                        | انور پاشا    |                                   |
| ۲۰۱۵      | جعبه سیاه                        |              | تهیه‌کننده                         |
| ۲۰۱۹      | نوبت                             |              | تهیه‌کننده، فیلمنامه‌نویس، کارگردان |
| سینما     |                                  |              |                                   |
| سال       | عنوان                            | نقش          | یادداشت                           |
| ۲۰۰۶      | آشیانه گرگ‌ها: عراق               | پولاد علمدار | نقش اصلی                          |
| ۲۰۱۱      | آشیانه گرگ‌ها: فلسطین             | پولاد علمدار | نقش اصلی                          |
| ۲۰۱۷      | آشیانه کرگ‌ها: وطن                | پولاد علمدار | نقش اصلی، فیلمنامه‌نویس، تهیه‌کننده |
| برنامه    |                                  |              |                                   |
| سال       | عنوان                            | نقش          | یادداشت                           |
| ۲۰۰۵      | İbo Show                         | Kendisi      | 9. bölümde konuk                  |
| ۲۰۰۵      | CNN Türk - Tarafsız Bölge        | Kendisi      | Konuk                             |
| ۲۰۰۶      | 32. Gün                          | Kendisi      | 670. bölümde konuk                |
| ۲۰۰۹      | Saba Tümer'le Bu Gece            | Kendisi      | Konuk                             |
| ۲۰۰۹      | 32. Gün                          | Kendisi      | 782. bölümde konuk                |
| ۲۰۰۹      | Beyaz Show                       | Kendisi      | Konuk                             |
| ۲۰۰۹      | Sen Türkülerini Söyle            | Kendisi      | Konuk                             |
| ۲۰۱۰      | Şeffaf Oda                       | Kendisi      | Konuk                             |
| ۲۰۱۰      | atv - Dizi TV                    | Kendisi      | 31. bölümde konuk                 |
| ۲۰۱۱      | Burada Laf Çok                   | Kendisi      | Konuk                             |
| ۲۰۱۱      | Serkan Çağrı ile Seyyare         | Kendisi      | Konuk                             |
| ۲۰۱۱      | NTV                              | Kendisi      | Konuk                             |
| ۲۰۱۲      | Sırma İle Bugün                  | Kendisi      | Konuk                             |
| ۲۰۱۲      | Eşref Vakti                      | Kendisi      | Konuk                             |
| ۲۰۱۳      | Kadir Çöpdemir İle Koptu Geliyor | Kendisi      | Konuk                             |
| ۲۰۱۷      | Akılda Kalan                     | Kendisi      | Konuk                             |
| ۲۰۲۲      | Mazhar Alanson İle               | Kendisi      | 28. bölümde konuk                 |
| ۲۰۲۲      | İbo Show                         | Kendisi      | 31. bölümde konuk                 |